# Witold Strobel
Witold Strobel – polski rzecznik prasowy i specjalista ds. marketingu, urzędnik państwowy, w 2017 wiceprezes Agencji Nieruchomości Rolnych, w latach 2017–2018 Dyrektor Generalny Krajowego Ośrodka Wsparcia Rolnictwa.

## Życiorys
W 1990 ukończył studia socjologiczne na Katolickim Uniwersytecie Lubelskim (KUL). Absolwent studiów podyplomowych: w Polsko-Amerykańskim Ośrodku Zarządzania i Marketingu w Rolnictwie, z zakresu „Zarządzania projektami współfinansowanymi z UE” na Wydziale Zarządzania Uniwersytetu Warszawskiego oraz z zakresu relacji inwestorskich i komunikacji finansowej w Szkole Głównej Handlowej w Warszawie. W latach 2005–2007 był wykładowcą akademickim w Wyższej Szkole Informatyki i Ekonomii TWP w Olsztynie.
Przez rok kierował zakładami mięsnymi, następnie pracował jako rzecznik prasowy i specjalista marketingu. Był m.in. szefem Biura Promocji Urzędu Miasta w Ostródzie w latach 1995–1998, rzecznikiem prasowym wojewody olsztyńskiego w 1998, a następnie wojewody warmińsko-mazurskiego (1999–2002), gdy dwie ostatnie funkcje pełnił Zbigniew Babalski. Pracował w prywatnych firmach szkoleniowo-doradczych i kierował restrukturyzacjami firm. Odpowiadał za kampanie wizerunkowe m.in. Cisowianki, a także Wojska Polskiego w związku z rezygnacją z przymusowego poboru i profesjonalizacją. Pozostawał współwłaścicielem agencji PR, odpowiadając m.in. za PR Instytutu Matki i Dziecka. W styczniu 2016 powołany na stanowisko rzecznika prasowego i dyrektora zespołu organizacyjnego Agencji Nieruchomości Rolnych, 12 kwietnia 2017 został jej wiceprezesem. Po likwidacji ANR i połączeniu jej z ARR stanął na czele nowo powstałego Krajowego Ośrodka Wsparcia Rolnictwa z dniem 1 września 2017. Ze stanowiska odszedł w lipcu 2018.